# Kataveeranahalli, Sira
Kataveeranahalli là một làng thuộc tehsil Sira, huyện Tumkur, bang Karnataka, Ấn Độ.